# الجريدة الرسمية للجمهورية الفرنسية
الجريدة الرسمية للجمهورية الفرنسية (باختصار JORF أو JO) وهي اليومية الرسمية لفرنسا، التي من خلالها توصّف الأحداث التشريعية والتنظيمات (التوقيفات والمراسيم) والأعلانات الرسمية والمنشورات القانونية. عنوانها الفرعي هو «قوانين ومراسيم» أو «إصدار القوانين الأدارية» على حسب طبيعة النصوص التي تحتويها.
يتم تحريرها من قبل قسم المعلومات القانونية والإدارية (قسم رئيس الوزراء). يقع مقر الجريدة الرسمية في 26، شارع ديسايكس (الدائرة 15 باريس).
يتم نشر الجريدة كل يوم من الثلاثاء إلى الأحد باستثناء الأيام ما قبل العطلات الرسمية ويوم عيد الميلاد ويوم العمال.
يراعى في تاريخ النشر في الجريدة الرسمية عمومًا التوافق الذي ينتج عنه النص آثارًا قانونية (حيث يجب نشر النص، أي جعله علني، ليكون قابلاً للتطبيق)، ما لم يكن النص نفسه تشير إلى الموعد النهائي لسريانه. إذا لم يحدد النص المنشور في الجريدة الرسمية تاريخ نفاذه، يدخل النص حيز النفاذ في اليوم التالي ليوم نشره. لا يمكن أن تدخل مواد القوانين التي تشير إلى تنفيذ المراسيم حيز التنفيذ حتى يتم نشر المراسيم في الجريدة الرسمية.

## تاريخ
قبل نشر القوانين بشكل كتابي على المواطنين، كان يتم إعلانها للعموم شفويا عن طريق شخص يحمل طبل (برّاح القرية).
من عام 1631 ، نشرت لاجازيت التابعة لذا ثيوفرست رينو، والتي تعد أول صحيفة فرنسية، بعض قصص الحرب وتعليقات حول الحياة السياسية. وأنشئ هذا الجهاز الصحفي غير الرسمي بمساعدة ريشيليو، في حقبة لويس الثالث عشر. في عام 1762 حصلت على أجازة ملكية من لويس الخامس عشر «لا جازيت»، أعيدت تسميتها باسم «الجريدة الفرنسية»، الملحقة بوزارة الخارجية. وبدأت الجريدة، التي تظهر مرتين في الأسبوع، تأخذ طابعًا رسميًا.
في نوفمبر 1789 أصبحت الجريدة تسمى جريدة لاجازيت الوطنية الفرنسية، وبدأت تنشر في ذاك الوقت مناقشات الجمعية التأسيسية الوطنية والمعلومات المتعلقة بالحياة السياسية وعمل الإدارة. أصبحت لاجازيت يومية في عام 1792. وفي السابع من نيفوس العام الثامن (حسب التقويم الجمهوري القديم) 28 ديسمبر 1799 نص مرسوم على أن اليونيفرسال مونيتور (العنوان الفرعي لـلجريدة الرسمية، ثم تتبيته كعنوان في عام 1811) هي الجريدة الوحيدة التي تحمل صفة رسمية. يشمل الجزئها الأول فقط المراسيم والقوانين الرسمية للحكومة والمجلس الوطني، والثاني هو «كلاسيكي»، مع فقرات أدبية وعلمية وفنية.
في 18 مارس 1791، مرسوم يضع صحيفة ثانية: نشرة القوانين. قانون التنظمي 14 للعام الثاني (حسب التقويم الجمهوري) 4 دسيمبر1793 يجعلها الحصيلة الرسمية لقوانين الجمهورية. وتحمل ختم الدولة وتوقيع وزير العدل.
الجريدة الرسمية للإمبراطورية الفرنسية تظهر في عام 1869، على حساب يونيفرسال مونيتور، ومرسوم ل 5 نوفمبر 1870 يعطيها احتكارًا لنشر القوانين التشريعية والتنظيمية. فقدت نشرة القوانين احتكارها، ولكن لم يتم التشكيك في وجود هذه الأخيرة حتى عام 1931. لتوضع تحت سلطة وزارة الداخلية والشؤون الدينية.
ما بين 1869 و 1880 طبعت من قبل شركة خاصة يديرها ألفريد ويتيرشيم، ولكن أبتدا من الأول من يناير 1881 يتم التكفل بالجريدة الرسمية من قبل الدولة. المطبعة الوطنية لم تكن قادرة على طباعة الصحيفة، وبالتالي أشترت الدولة في ويترشايم المعدات والمباني الموجودة في شارع فولتير رقم 31.
خلال الاحتلال، أطلق عليها نظام فيشي اسم الجريدة الرسمية للدولة الفرنسية في الفترة من 4 يناير 1941 إلى 25 أغسطس 1944. ومن جانبها، فرنسا الحرة تنشر في 15 غشت 1940 العدد الأول من النشرة الرسمية للقوات الفرنسية الحرة، والتي تستنسخ صفحتها الأولى نداء 18 يونيو. وأبتدا من عدد يناير 1941، أصبحت تسمى الجريدة الرسمية لفرنسا الحرة. ومن تم في 28 غشت 1942 هذه المجلة الرسمية لفرنسا الحرة تصبح الجريدة الرسمية لفرنسا المقاتلة. تم نشر العدد الأخير منها على 16 سبتمبر 1943ومن تم أبتدا منذ 10 يونيو عادت المجلة الرسمية للجمهورية الفرنسية إلى الظهور مرة أخرى في الجزائر تحت سلطة لجنة التحرير الوطني الفرنسية. بعد التحرير، تم إرفاق الجريدة الرسمية برئاسة الحكومة في 2 نوفمبر 1944.
عدد 30 يونيو 1984 كان آخر عدد يتم طبعه من خلال عملية صف الحروف أو الرصاص، فيما يلي يتم استخدام تقنية التركيب الضوئي واعتماد تنسيق A4.
منذ، أذاعة الجريدة الرسمية على روافد جديدة: أولا المينتيل في بداية الثمانينات مع 3615 JOEL (للمجلة الإلكترونية الرسمية) ، ثم الإنترنت مع journal-officiel.gouv.fr، هذه النسخة عبر الإنترنت تكون أصلية مثل نسخة ورقية منذ 2 يونيو 2004.
إذا كانت بعض النصوص قد ظهرت فقط قبل عام 2016 على النسخة الورقية، فقد كان العكس صحيحًا أيضًا: ظهرت نسخ أخرى على النسخة الإلكترونية فقط، ولا يزال البعض الآخر مطبوعًا ووضع على الإنترنت. على سبيل المثال، لم يتم وضع مراسيم التجنس على الإنترنت، بحيت أنها كانت متوفرة في النسخة الورقية فقط. وينطبق الشيء نفسه على مقتطفات من الإدانات بسبب التهرب الضريبي وطلبات تغيير الألقاب. منذ 1 يناير 2016 (انظر أدناه)، هذه النصوص متاحة على الإنترنت في شكل معلومات شخصية مع وصول محمي.

## الجريدة الرسمية الجديد في أرقام
إذن فإن الشكل الإلكتروني له قيمة قانونية. وبالتالي، يمكن للإدارة حفظ النسخ الورقية التي يتم تسليمها بشكل يومي والتكلف بتنبرتها. ووفقًا لرئيس الوزراء الحالي في ذلك التاريخ، جان بيير رافارين، فإن هذه المدخرات تبلغ «800 طن من الورق كل سنة، بما يعادل 45 هكتار من الغابة أو 20000 شجرة».
فيما يخص النسخ الورقية، هناك 36 000 مشترك (بشكل أساسي الإدارات) يستقبلون التسليم اليومي البالغ 6,2 طن من الورق، وأيضًا بتكلفة مبلغ 1,4 مليون يورو سنويًا في تكاليف التنبرة.
في عام 2013، انخفض عدد المشتركين في النسخة الورقية إلى 3129. اعتبارًا من 31 ديسمبر 2013، كان هناك 64 726 مشترك في ملخص الجريدة الرسمية المنشور مجانًا عبر الإنترنت على موقع ليجيفرونس.
توفر جودة الملف الإلكتروني وحقيقة أنه لا يتدهور بقدر الورق مع مرور الوقت ميزة كبيرة.

## ألغاء الجريدة الرسمية
في مارس 2015 رئيس الوزراء مانويل فالس أعلن اختفاء النسخة الورقية ، وترجم في القانون التنظيمي رقم no 2015-1712 ل 22 ديسمبر 2015 حول ألغاء المجلة الرسمية للجمهورية الفرنسية. توقف المنشور الورقي قي 1 يناير 2016.

## روابط خارجية
- الجريدة الرسمية - موقع الحكومة
- البحث عن عدد من الجريدة الرسمية منذ عام 1990
- الجريدة الرسمية للجمهورية الفرنسية. القوانين والمراسيم (1880-1948) في غاليكا.
- الجريدة الرسمية للجمهورية الفرنسية. المناقشات البرلمانية. مجلس الشيوخ (1881-1940) في غاليكا.
- الجريدة الرسمية للجمهورية الفرنسية. المناقشات البرلمانية. مجلس النواب (1881-1948) في غاليكا.
- الجريدة الرسمية للجمهورية الفرنسية (1870-1880) في جاليكا، المكتبة الرقمية لـ BnF .
- الجريدة الرسمية للجمهورية الفرنسية خلال كومونة باريس (1871) في غاليكا.
- الجريدة الرسمية للجمهورية الفرنسية، أعداد طبعة المساء المسائية من 21 مارس 1871 إلى 19 مايو 1871 (طبعة كومونة باريس) في شظايا هيستوار دي لا راديكالية